# Епархия Бонфина
Епархия Бонфина (лат. Dioecesis Bonfimensis) — епархия Римско-Католической церкви с центром в городе Сеньор-ду-Бонфин, Бразилия. Епархия Бонфина входит в митрополию Фейра-ди-Сантаны. Кафедральным собором епархии Бонфина является церковь Пресвятой Девы Марии Благодатной Кончины.

## История
6 июня 1933 года Римский папа Пий XI издал буллу «Ad aptius christifidelium», которой учредил епархию Бонфина, выделив её из епархии Сан-Салвадора-да-Баия.

## Ординарии епархии
- епископ Hugo Bressane de Araújo (1935—1940);
- епископ Henrique Hector Golland Trindade (1941—1948);
- епископ José Alves de Sà Trindade (1948—1956);
- епископ Antônio de Mendonça Monteiro (1957—1972);
- епископ Jairo Rui Matos da Silva (1974—2006);
- епископ Francisco Canindé Palhano (2006 — по настоящее время).

## Источник
- Annuario Pontificio, Libreria Editrice Vaticana, Città del Vaticano, 2003, ISBN 88-209-7422-3
- Булла Ad aptius christifidelium, AAS 25 (1933), p. 429  (лат.)